# Горятино (присілок)
Горятино (рос. Горятино) — присілок у Кіриському районі Ленінградської області Російської Федерації.
Населення становить 12 осіб. Належить до муніципального утворення Будогощенське міське поселення.

## Історія
Згідно із законом від 1 вересня 2004 року № 49-оз органом  місцевого самоврядування є Будогощенське міське поселення.

## Населення
| 1879 | 1910 | 1928 | 1965 | 1997 | 2002 | 2007 |
| ---- | ---- | ---- | ---- | ---- | ---- | ---- |
| 108  | ↗168 | ↗222 | ↘45  | ↘7   | ↗9   | →9   |
| 2010 | 2017 |      |      |      |      |      |
| ↗11  | ↗12  |      |      |      |      |      |